# The Kid from Cleveland
The Kid from Cleveland ist ein US-amerikanischer Sportfilm aus dem Jahr 1949 von Reginald Le Borg mit George Brent und Lynn Bari in den Hauptrollen. Der Film wurde von Republic Pictures in den Verleih gebracht.

## Handlung
Johnny Barrows ist ein großer Fan von seinem Lieblings-Baseballteam, den Cleveland Indians. Der Junge erregt die Aufmerksamkeit des Sportreporters Mike Jackson sowie von Bill Veeck und Hank Greenberg, die ihn auf dem Feld beim Nachahmen eines Baseballspiels entdecken, nachdem er sich am Vorabend des 5. Spiels der World Series ins Cleveland Stadium geschlichen hat. Mike nimmt den Jungen zu sich nach Hause mit, nachdem er ihm erzählt hat, dass er ein Waisenkind ist. Der Reporter erkennt, dass Johnny ihm und seiner Frau nicht die ganze Wahrheit gesagt hat. In Carl Novak hat Johnny tatsächlich einen Stiefvater, der ihn für sein Ausreißen ausschimpft. Dies trägt jedoch nur dazu bei, dass Johnny in ein Leben voller Lügen und Stehlen abdriftet. Johnny reist sogar zum Frühlingstrainingslager der Indians und sagt, dass Carl ihn geschlagen hat. Er wird zum Batboy gemacht, das Team nimmt ihn als Maskottchen auf. Doch als Mike Carl von Johnnys Aufenthaltsort informiert, nimmt der Stiefvater seinen Stiefsohn wieder mit nach Hause.
Johnnys Freund Dan Hudson verleitet ihn dazu, bei einem Autodiebstahl zu helfen. Eine Razzia der Polizei, bei der Johnny verhindert, dass Dan den Polizisten Dave Joyce ersticht, bringen dem Jungen eine Gefängnisstrafe in einer Jugendstrafanstalt ein. Die Indians werden hineingezogen, als Mike versucht, Johnny zu adoptieren und die Spieler als Johnnys Paten fungieren lässt. Die Natur von Johnnys Problem mit seinem Stiefvater wird enthüllt. Seine Mutter hat die Habseligkeiten von Johnnys Vater in einer Truhe weggesperrt, nachdem er gestorben war, kurz bevor sie ihm von ihrem neuen Ehemann erzählte, was zu einer Feindseligkeit zwischen den beiden führte. Die Novaks behalten das Sorgerecht für ihr Kind mit Mikes Zustimmung. Johnny versöhnt sich mit Carl, der heimlich Geld gespart hatte, um auf die Architekturschule zu gehen, so wie sein Vater studiert hatte, als er ein Junge war.

## Hintergrund
Gedreht wurde der Film von Ende Mai bis Ende Juni 1949.
Im Film wurden Archivaufnahmen der World Series 1949 sowie Aufnahmen von Spielen im Cleveland Stadium und im Trainingslager der Indians in Arizona verwendet.
Bill Veeck und sein Team waren an einem Programm zur Bekämpfung der Jugendkriminalität im Raum Cleveland beteiligt. Das Team trat ohne Bezahlung auf, aber den einzelnen Spielern wurden zwanzig Prozent der Einnahmen des Films angeboten.
Adele Palmer war für das Kostümbild verantwortlich. Stanley Wilson und Léo Arnaud leiteten das Orchester.

## Veröffentlichung
Die Premiere des Films fand am 2. September 1949 in Cleveland statt. In Österreich kam er am 16. Januar 1950 in die Kinos.

## Kritiken
Bosley Crowther von der The New York Times zeigte sich unglücklich darüber, dass in einem Baseballfilm, bis auf ein paar Wochenschau-Aufnahmen, so wenig Baseball gezeigt wurde. Die einzige Rettung dieser sentimentalen Fabel sei ein einigermaßen anständiger Schluss und die allgemeine Absicht, etwas Gutes zu tun. Ob dieser Zweck durch den Film erreicht werde, sei fraglich. Abgesehen von den Cleveland Indians, die zwar Ball spielen, aber kaum schauspielern können, seien die Darsteller im Low-Budget-Stil. Ein attraktiver, aber unscheinbarer junger Mann, Rusty Tamblyn, spiele die Titelrolle ohne wirkliche Definition unter der steifen Regie von Herbert Kline. George Brent sei als Sportreporter ziemlich ausdruckslos, wie er es normalerweise sei, und Lynn Bari, Ann Doran und Louis Jean Heydt seien mittelmäßig.